# 15-й Массачусетский пехотный полк
15-й Массачусетский пехотный полк (англ. 15th Regiment Massachusetts Volunteer Infantry) — представлял собой один из пехотных полков армии Союза во время Гражданской войны в США. Полк был сформирован в июне 1861 года и прошёл все сражения войны на востоке от Бэллс-Блафф до осады Питерсберга. Полк был расформирован в июле 1864 года. Часть рядовых перешла в 20-й Массачусетский пехотный полк.

## Формирование
Полк был набран в основном в округе Вустер, как и некоторые другие полки, но имел самый высокий процент жителей этого округа. В качестве основы были взяты три роты 9-го полка массачусетского ополчения — А, В и С. Полк был сформирован в Вустере в лагере Кэмп-Скотт в конце июня и начале июля, а 12 июля 1861 капитан Джозеф Маршалл официально принял 9 рот полка на службу в федеральную армию.
Первым командиром полка стал полковник Чарльз Дивенс, подполковником Джордж Уорд, майором Джон Кимбалл.
17 июля прибыло обмундирование и снаряжение и было роздано военнослужащим. Оружие прибыло только 26 июля, но это были в основном гладкоствольные мушкеты такого плохого качества, что многие были вообще не пригодны для стрельбы. Неудачное сражение при Булл-Ран заставило власти штата поторопиться с отправкой новых полков в Вашингтон. В конце месяца полку выдали 113 лошадей, 25 армейских повозок и пять санитарных повозок. 4 августа рядовым в последний раз выдали увольнения, а 8 августа в состав полка вошла рота I. 7 августа на церемонии в Сити-Холле женщины Вустера передали полку его знамя.

## Боевой путь
8 августа полк свернул лагерь, прошёл парадным маршем по улице Мэйн-Стрит в Вустере, погрузился в повозки, прибыл вечером в Норвич и погрузился на пароход «Коннектикут». Утром полк был доставлен в Нью-Йорк, откуда по железной дороге отправился в Филадельфию. Оттуда он пошёл в Балтимор, при этом рядовым раздали по 20 патронов на случай нападения мерилендцев. Предполагалось, что полк далее отправится в Харперс-Ферри, но в Балтиморе это решение было изменено и полк отправили в Вашингтон, куда он прибыл в 06:00, 11 августа. Дожди задержали дальнейший марш, поэтому только утром 12 августа полк окинул Вашингтон и встал лагерем на высотах Калорама рядом с 14-м Массачусетским и 5-м и 6-м Висконсинскими полками. Полк временно включили в бригаду Руфуса Кинга.
Ещё 1 августа в полк вступил в звании сержант-майора Фрэнсис Уокер, будущий американский экономист.
25 августа он был направлен в Пулсвилл, где 27 августа был включён в бригаду Чарльза Стоуна и был использован для пикетной службы на берегах реки Потомак. 21 октября полк участвовал в сражении при Бэллс-Блафф, где потерял убитыми 2 офицеров и 12 рядовых, ранеными 4 офицеров и 57 рядовых и пропавшими без вести 8 офицеров и 219 рядовых. Ранен оказался и полковник Дивенс.
В марте 1862 года полк стоял в Чарльзтауне и Берривиле, пока 15 марта его не вернули в Харперс-Ферри. 3 марта был сформирован Второй корпус Потомакской армии, и полк был включён в бригаду Уиллиса Гормана (1-ю бригаду дивизии Джона Седжвика.) 22 марта дивизия была отправлена в Вирджинию и 1 апреля высажена в форте Монро на Вирджинском полуострове. С 5 апреля полк принимал участие в осаде Йорктауна.
29 апреля полковник Дивенс получил звание бригадного генерала, подполковник Уорд стал полковником, а майор Джон Кимбалл был повышен до подполковника.
В июне полк прошёл сражения Семидневной битвы, не будучи всерьёз в них задействованным. С 2 июля по 15 августа он простоял в Харрисон-Лендинг, а потом был переброшен в Александрию вместе со всем II корпусом. В начале сентября началась Мэрилендская кампания. Дивизия Седжвика прошла из Александрии во Фредерик, потом через Южные горы к Шарпсбергу, и приняла участие в сражении при Энтитеме. Около 09:00 корпусной генерал Самнер отправил дивизию в наступление. Она была построена в три линии; бригада Гормана шла в первой линии, а 15-й Массачусетский шёл на левом фланге бригады. Полком командовал подполковник Джон Кимбалл, и полк насчитывал 606 человек. Бригада прошла Иствуд, кукурузное поле и Вествуд, и на краю леса вступила в перестрелку с бригадами Григсби и Семса. В это время бригады Барксдейла и Кершоу открыли огонь по левому флангу дивизии, 15-й оказался под огнём с фронта и фланга. Кимбалл приказал отступать. В этом бою полк потерял 75 человек убитыми, 255 ранеными (43 смертельно) и 24 пропавшими без вести. Это были самые крупные полковые потери в том сражении.